# مقياس الإشعاع الحراري المجهري
بولومتر مجهري (بالإنجليزية:microbolometer) هو نوع خاص من البولومتر ويُستخدم كمكشاف (عداد) في الكاميرا الحرارية. وهو حساس للأشعة تحت الحمراء ذات طول الموجة بين 5و7 ميكرومتر و 14 ميكرومتر. وعند سقوط تلك الأشعة على الميكروبولومتر فهي ترفع من درجة حرارته وبذلك تتغير مقاومته الكهربائية.
وتقاس هذه الفروق في المقاومة وتحول إلى درجات حرارة تستخدم لتكوين صورة. وبعكس الأنواع الأخرى من مجسات الاشعة تحت الحمراء فإن البولومتر المجهري لا يلزمه تبريد.

## طريقة عمله
البولومتر المجهري هو عبارة عن مجس حراري بدون تبريد. وقد كانت البولومترات المجهرية السابقة العالية التباين تحتاج للتبريدواستخدام النيتروجين السائل. وقد جعل التبريد من تلك التقنية تقنية عالية التكلفة وصعبة النقل في نفس الوقت وتحتاج فوق ذلك نحو 10 دقائق للتبرد قبل إجراء القياسات.
وهو يتكون من مصفوف من بكسل وكل منها مكون من عدة طبقات. ويبين الشكل 1 مقطعا في بكسل واحد للتوضيح. وكل منتج للبولومتر المجهري له طريقته الخاصة في تجهيزهم وكذلك في اختيار المواد المستخدمة الماصة للأشعة.
وفي ها المثال تتكون طبقة القاعدة من مستخرج السيليكون ودائرة متكاملة لأخذ القراءة. وترسب فوقها موصلات كهربائية ثم تنحت بطرق خاصة دقيقة. وتشكل سطح عاكس مثل مرآة تيتانيوم تحت الطبقة الممتصة للأشعة تحت الحمراء. وحيث أن الضوء الساقط قد يتفذ خلال الطبقة الممتصة، في تكل الحالة تعكسه المرآة لضمان امتصاص الأشعة، وبذلك تنشأ إشارة أو نبضة كافية.
وترسب طبقة مساعدة مؤقتة أخرى تسمح أثناء التجهير لإنشاء فتحة بينية تعمل على عزل المادة الممتصة للأشعة تحت الحمراء عن الدائرة المتكاملة ROIC. ثم ترسب طبقة ماصة للأشعة وتنحت بحيث تشكل أقطاب التوصيل.
وبغرض تجهيز القنطرة النهائية كما هو موصوف في الشكل 1، تُنزع الطبقة المساعدة بحيث يصبح السطح الماص للأشعة معلقا فوق الدائر المتكاملة بنحو 2 ميكرومتر. ونظرا لأن البولومتر المجهري لا يحتاج للتبريد فيجب عزله حراريا عن الدائرة المتكاملة ويساعد شكل القنطرة على التوصل إلة ذلك.
وبعد تجهيز مصفوف البكسل بهذه الطريقة يعبأ البولومتر في جو مفرغ بغرض زيادة وقت صلاحيته. وفي بعض الأحيان تتم عملية التجهيز كلها تحت ظروف معزولة عن الهواء.

## استخداماته
مصفوفات البولومتر المجهري المنظمة على لوحة بمكن أن تكوّن صورة وتستخدم في علم الفلك وفي كاميرات التصوير الحراري Thermography.

## ميزاته
- يجمع الأشعة الضوئية بين 5و7 ميكومتر و14 ميكرومتر وهو نطاق الاشعة ذو نفاذية عالية في الدخان والغبار وفي بخار الماء حيث أن طول الموجة أطول من طول موجات الضوء المرئي التي تكون بين 4و0 - 7و0 ميكرومتر.
- صغبر وخفيف، وفي التطبيقات في المسافات القصيرة فإن الكاميرا صغيرة مما يسمح بتركيب جهاز يبين الصورة عليه.
- يمكن أن يقدم صورا متحركة كالفيديو،
- يستهلك طاقة قليلة بالمقارنة بالمصورات الحرارية المبردة،
- يبقي وقتا طويلا صالحا للعمل
- أقل كلفة عن الكاميرات التي تعمل بمكشافات مبردة.

## اقرأ أيضا
- عداد جسيمات
- بولومتر